# Guangxis lärarhögskola
Guangxis lärarhögskola (engelska: Guangxi Normal University) är ett universitet i Guilin, Guangxi, Kina.